# بكسية
البكسية (الاسم العلمي: Bixaceae) هي فصيلة من النباتات تتبع رتبة الخبازيات من طائفة ثنائيات الفلقة.

## الأجناس
- البكسة